# Колібрі-крихітка каліфорнійський
Колі́брі-кри́хітка каліфорнійський (Selasphorus sasin) — вид серпокрильцеподібних птахів родини колібрієвих (Trochilidae). Мешкає в США і Мексиці.

## Опис

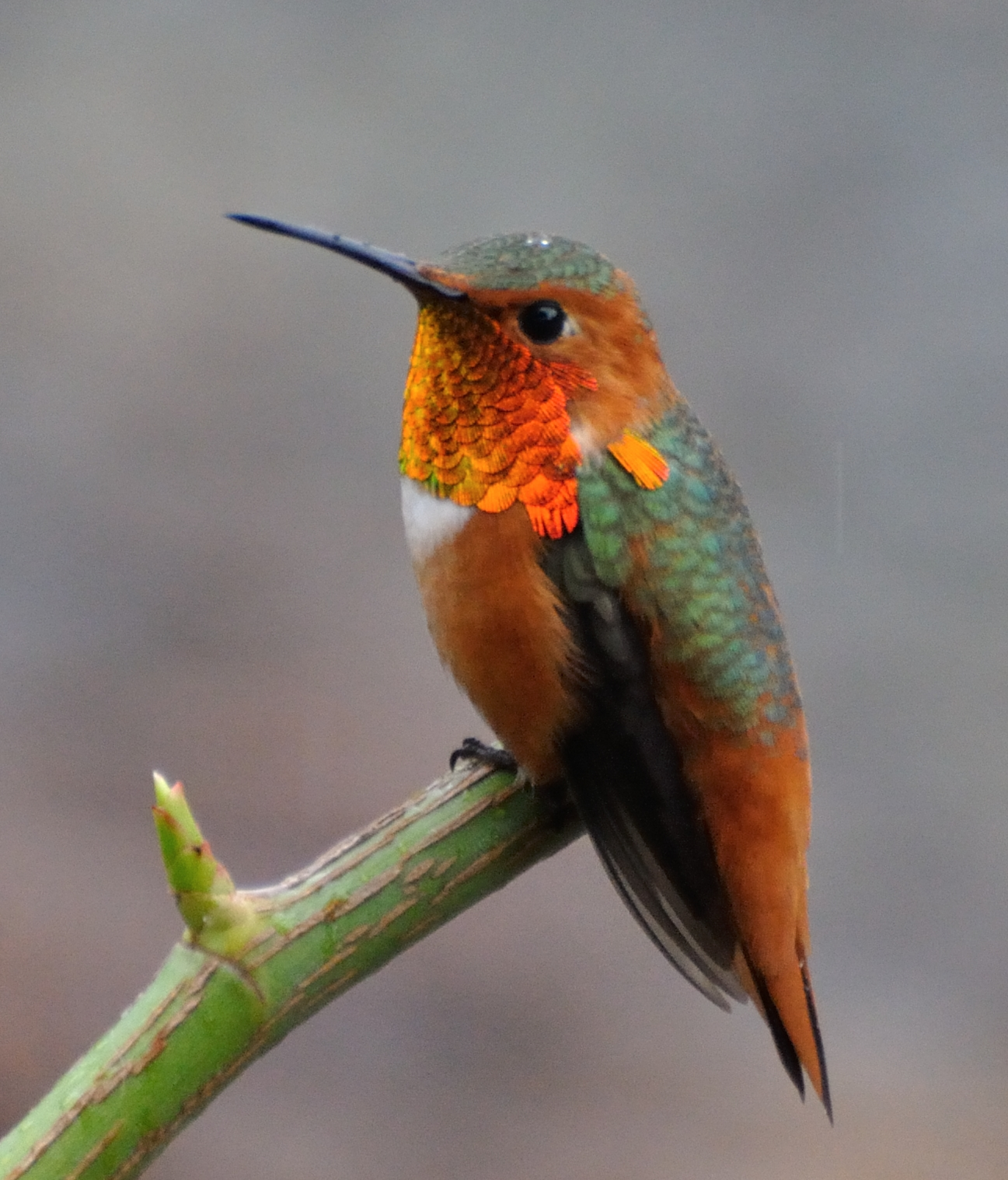
Самець каліфорнійського колібрі-крихітки

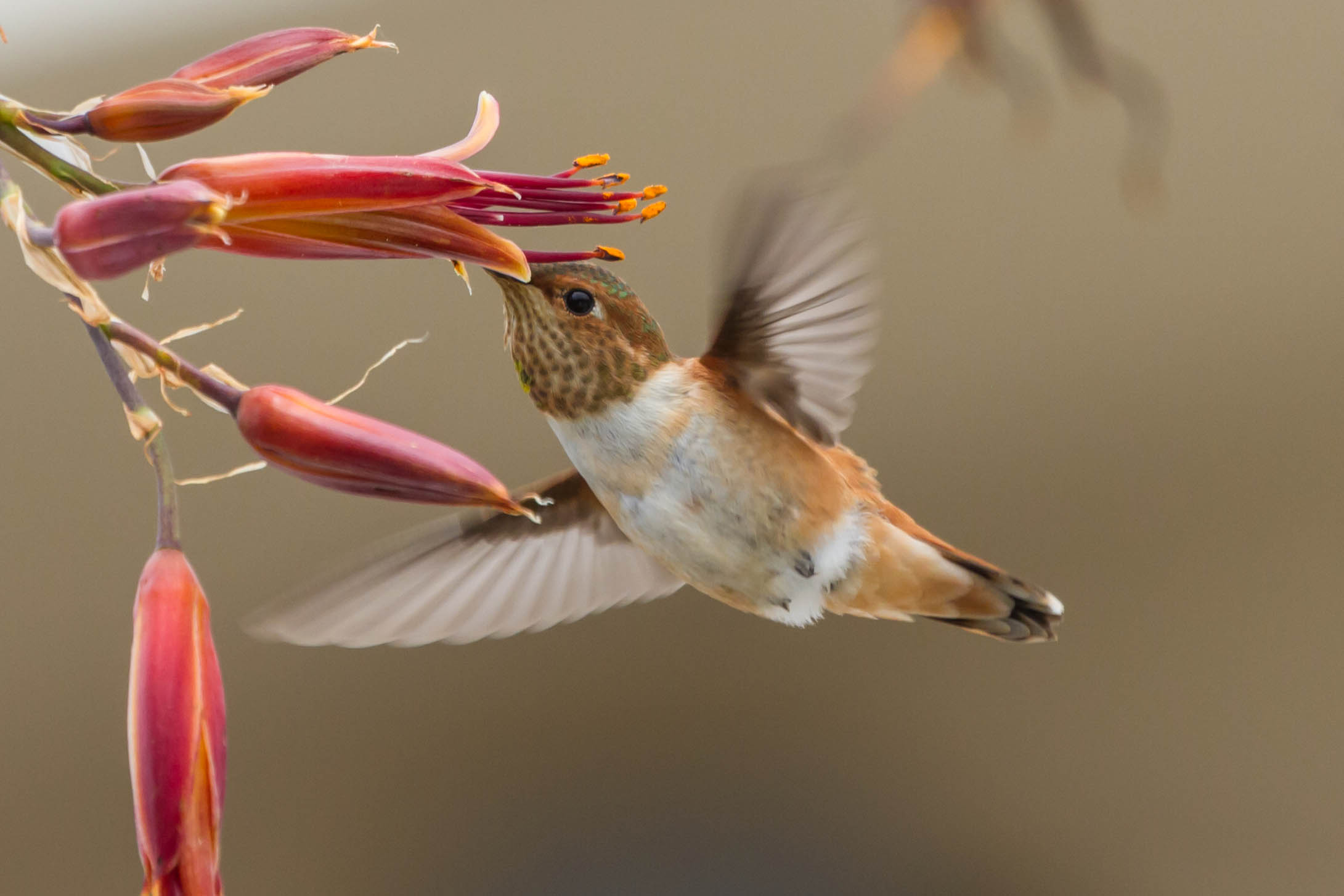
Самиця каліфорнійського колібрі-крихітки

Довжина птаха становить 7,5—9 см, вага 3 г. У самців тім'я і спина зелені з металевим відблиском, боки, надхвістя і хвіст іржасто-руді. На горлі у них блискуча оранжево-червона пляма, груди та верхня частина грудей білі. Хвіст округлий, зелений, біля основи іржасто-рудий, з чорною смугою на кінці, три крайні пари стернових пер мають білі кінчики. Дзьоб довгий, прямий, чорний.
У самиць верхня частина тіла зелена, нижня частина тіла переважно біла, боки та хвіст рудуваті, стернові пера також мають білі кінчики. Горло і голова з боків поцятковані блискучими пурпуровими й зеленими плямками. Забарвлення молодих птахів є подібне до забарвлення самиць. Молоді каліфорнійські колібрі-крихітки є дуже схожими на самиць вогнистих колібрі-крихіток і відрізнити їх в природі майже неможливо без детального огляду.

## Підвиди
Виділяють два підвиди:
- S. s. sasin (Lesson, RP, 1829) — від південного Орегона до центральної Каліфорнії;
- S. s. sedentarius Grinnell, 1929 — острови Чаннел в Каліфорнії й сусідні прибережні райони.

Гібрид каліфорнійського колібрі-крихітки та рубіновоголової каліпти був описаний як "Selasphorus" floresii.

## Поширення та екологія

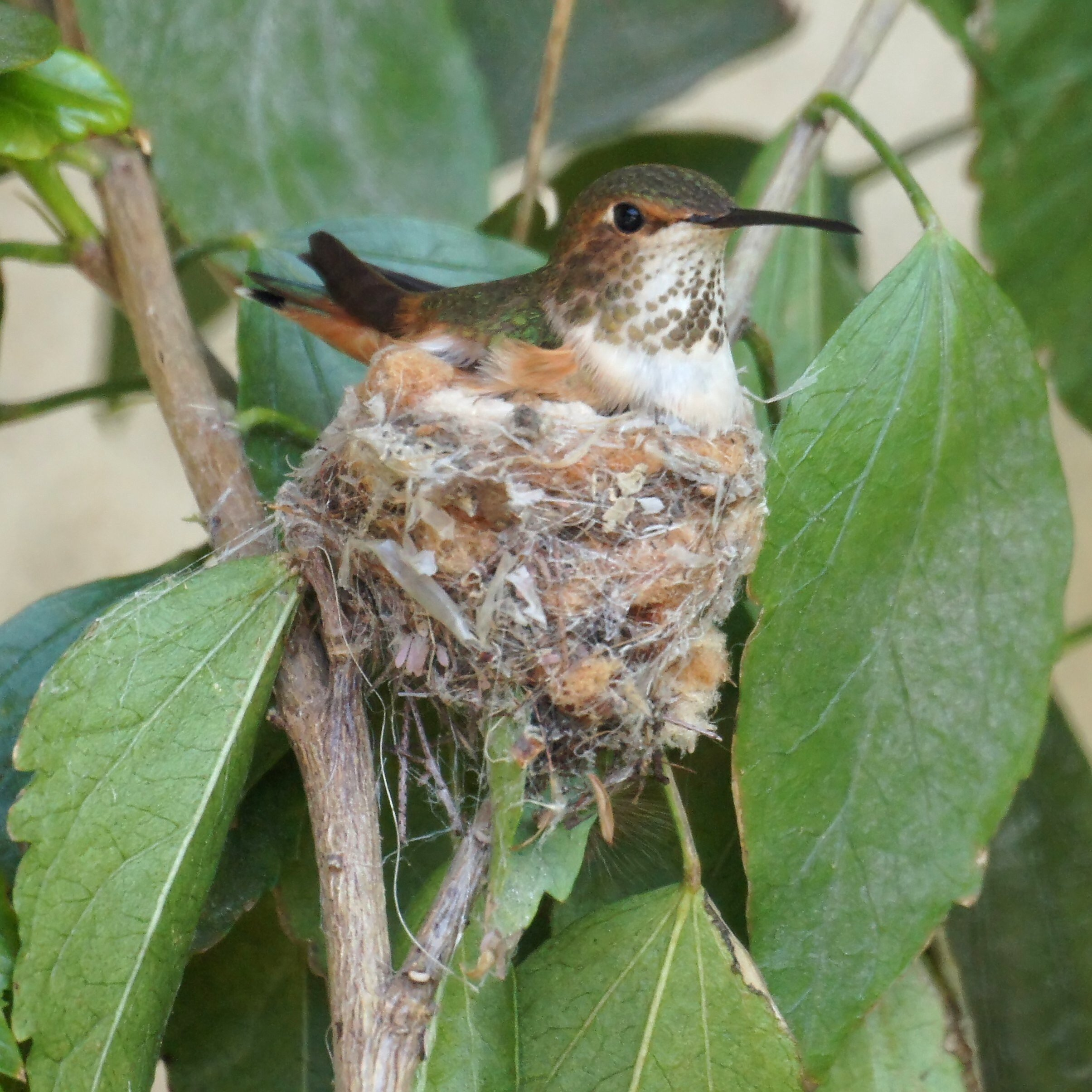
Самиця каліфорнійського колібрі-крихітки на гнізді

Каліфорнійські колібрі-крихітки гніздяться на тихоокеанському узбережжі Сполучених Штатів Америки, від округу Лейн в штаті Орегон до округу Санта-Барбара в штаті Каліфорнія, не далі, ніж за 30 км від узбережжя. Вони живуть в чагарникових і вільхових прибережних туманних заростях, на півдні ареалу також у хвойних лісах, що складаються з псевдотсуг, сосен і кипарисів, а також на узліссях евкаліптових насаджень і в дубових рідколіссях. На Канальних островах вони гніздяться переважно в густих чапаралевих заростях з невеликою кількістю дерев. У серпні-вересні каліфорнійські колібрі-крихітки мігрують на південь, де зимують на півдні центральної Мексики. Вони повертають до місць гніздування в лютому-березні. Представники підвиду S. s. sedentarius ведуть осілий спосіб життя.
Каліфорнійські колібрі-крихітки живляться нектаром різноманітних квітучих чагарників і дерев, зокрема Nicotiana, Ceanothus, Arbutus menziesii і Agave americana, і дрібними безхребетними. Іноді вони також відвідують годівниці для колібрі.
Самці каліфорнійських колібрі-крихіток прилітають до місць гніздування раніше за самиць і займають гніздові території. Самиці прилітають пізніше й облаштовують власні території, які зазвичай перетинають з територіями самців. Будівництвом гнізда і доглядом за пташенятами займають лише самиці, самці не беруть в цьому участі. Гніздо має чашоподібну форму, робиться протягом 10—16 днів, і зазвичай не використовується повторно. В кладці 2 яйця, інкубаційний період триває 17—21 день, залежно від погоди. Пташенята покидають гніздо через 22 дні після вилуплення. На півдні ареалу за сезон може вилупитися два виводки, на півночі ареалу ⁣— лише один. 

## Збереження
МСОП класифікує цей вид як такий, що не потребує особливо захисту зі збереження. За оцінками дослідників, популяція каліфорнійських колібрі-крихіток становить приблизно 1,5 мільйона птахів і поступово зростає.